# Троицкая летопись
Троицкая летопись — несохранившийся летописный свод начала XV в.

## История
Названа по имени Троице-Сергиева монастыря, где хранилась. Написана полууставом XV в. на пергаменте. Обнаружена в библиотеке монастыря в 1760-х гг. академиком Петербургской АН Г. Ф. Миллером. Сгорела во время московского пожара 1812. Возможно, являлась списком свода митрополита Киприана 1408.
Предполагается, что автором является Епифаний Премудрый, инок Троице-Сергиевой лавры, выполнявший обязанности секретаря митрополита Фотия. Ему также принадлежат «Слово о житии и учении Стефана Пермского» и «Похвальное слово и житие Сергия Радонежского» и др.
Н. М. Карамзин в «Истории государства Российского» весьма внимательно отнесся к Троицкой летописи, давая из неё выписки, сделанные до пожара. Она, как писал Карамзин, была частичкой какой-то ранней летописи. Карамзин предполагал, что это некое произведение — под названием «Летописец великий русский». А. А. Шахматов утверждал сходство Троицкой летописи с Лаврентьевской летописью. Пытался реконструировать текст летописи М. Д. Присёлков.

## Содержание
Как следует из описания рукописи, была она на 371 листе. Изложение событий в летописи начинается с Повести временных лет и продолжается до 1408, кончаясь едигеевым нашествием. Рассказывается о Куликовской битве, нашествии Тохтамыша, и т. д. Последние 20 листов рассказывают о житии Сергия Радонежского. Неодобрительно летопись отзывается о Дмитрии Донском, и, напротив, выступает за его противников Великого князя Литовского Ольгерда и Михаила Александровича Тверского.